# Гмеліна
Гмеліна (Gmelina) — рід ракоподібних родини бокоплавових (Gammaridae).

## Види
Рід містить 2 види:
- Gmelina aestuarica Carausu, 1943
- Gmelina costata G.O. Sars, 1894

### Переглянуті назви
- Gmelina kusnezowi Sowinsky, 1894 — Kuzmelina kusnezowi (Sowinsky, 1894)
- Gmelina pusilla G.O. Sars, 1896 — Yogmelina pusilla (G.O. Sars, 1896)